# Comuna de Smołdzino
Smołdzino (polaco: Gmina Smołdzino) é uma gminy (comuna) na Polónia, na voivodia de Pomerânia e no condado de Słupski. A sede do condado é a cidade de Smołdzino.
De acordo com os censos de 2004, a comuna tem 3495 habitantes, com uma densidade 13,6 hab/km².

## Área
Estende-se por uma área de 257,24 km², incluindo:
- área agrícola: 29%
- área florestal: 25%

## Demografia
Dados de 30 de Junho 2004:
|                      | Total   | Total | Mulheres | Mulheres | Homens  | Homens |
| -------------------- | ------- | ----- | -------- | -------- | ------- | ------ |
|                      | pessoas | %     | pessoas  | %        | pessoas | %      |
| População            | 3495    | 100   | 1748     | 50       | 1747    | 50     |
| Densidade (pop./km²) | 13,6    | 100   | 6,8      | 6,8      | 6,8     | 6,8    |

De acordo com dados de 2002, o rendimento médio per capita ascendia a 1514,37 zł.

## Comunas vizinhas
- Główczyce, Łeba, Redzikowo, Ustka, Comuna de Wicko.